# Giuseppe Amici
Giuseppe Amici (1939-2006) est un homme politique saint-marinais, Capitaine-régent de Saint-Marin à deux reprises entre 1979 et 1985.
Membre du Parti communiste saint-marinais, il n’accepte pas sa dissolution et participe à la Refondation communiste saint-marinaise qu’il dirige à partir de 2000 jusqu’à sa mort.